# Eric Heiden
Eric Arthur Heiden (n. 15 iunie 1958 în Madison, Wisconsin, SUA) este un fost multiplu campion olimpic american la patinaj viteză. La Jocurile Olimpice de iarnă din 1980,  Heiden a câștigat 5 medalii de aur, sora sa, Beth Heiden, a câștigat 2 medalii de bronz, astfel că familia Heiden a câștigat jumătate din medaliile SUA obținute la jocurile olimpice de iarnă din 1980. El a fost și un bun ciclist, participând între altele la Turul Franței din 1986, unde în urma unui accident a trebuit să abandoneze cursa în etapa 18.
A fost admis în Hall of Fame atât ca biciclist cât și ca patinator de viteză.
Este singurul patinator care a câștigat Premiul Oscar Mathisen de patru ori.
Ca și tatăl său, este de profesie medic.